# مدینا دل کامپو
مدینا دل کامپو (به اسپانیایی: Medina del Campo) یک شهرستان در اسپانیا است که در استان وایادولید واقع شده‌است.

## خصوصیات
مدینا دل کامپو ۱۵۳٫۲۷ کیلومترمربع مساحت و ۲۱٬۵۴۰ نفر جمعیت دارد و ۷۲۰ متر بالاتر از سطح دریا واقع شده‌است.